# Les femmes et les enfants d'abord
Pour le film, voir Les Femmes et les enfants d'abord (film).

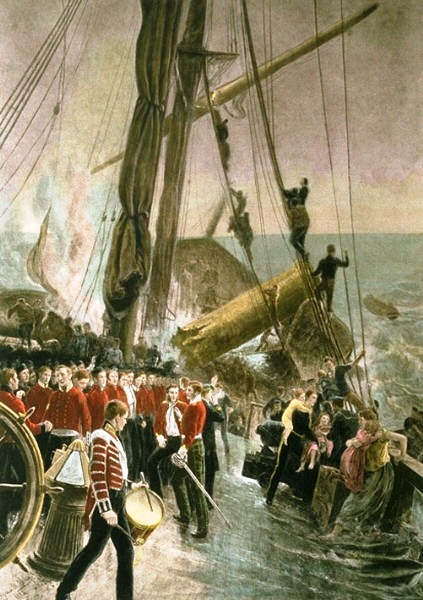
Peinture de Thomas Hemy du illustrant cette pratique.

« Les femmes et les enfants d'abord »  est une doctrine non officielle qui consiste, lors d’une menace mortelle (par exemple un naufrage avec un nombre de canots de sauvetage insuffisant), à sauver en priorité les femmes et les enfants avant les hommes adultes. Cette doctrine aussi nommée le Birkenhead drill a été popularisé par le navire du même nom, le  HMS Birkenhead.

## Historique
Cette doctrine semble apparaître au alentour du XVIIIe siècle alors que l'idée de protéger les femmes et les enfants en priorité fut particulièrement populaire auprès des nobles et riches, tout particulièrement lors de naufrage les impliquant.
C'est au cours du XIXe siècle  et XXe siècle que la noblesse Victorienne et Edwardienne viendra à populariser cette doctrine. Cette idée d'un sacrifice chevaleresque sera rapidement popularisée dans de nombreuses nouvelles, romans et journaux alors qu'en pratique, cette doctrine ne sera que très rarement utilisée et de manière très laxiste, les membres de l'équipage étant quasiment toujours sauvés en premier lieu. Souvent, cette doctrine n'était d'ailleurs pas utilisée pour sauver des vies mais pour permettre aux hommes valides et à l'équipage de s’atteler au sauvetage d'un navire sans que les femmes, les enfants et infirmes ne perturbent l'opération.
Il faudra attendre le naufrage du HMS Birkenhead en 1852 en Afrique du Sud et le Titanic en 1912, des bateaux n'ayant pas assez de canots de sauvetage pour sauver tous les passagers et l'équipage en cas de catastrophe maritime, pour que la notion de sauver les femmes et les enfants lors d'un naufrage soit plus régulièrement mise en place.

## Analyses

### Efficacité
L'étude suédoise Gender social norms and survival in maritime disaster publiée en 2012 révèle que malgré cette pratique, le taux de survie des femmes et des enfants est faible : une analyse de 18 désastres maritimes majeurs entre 1852 et 2011 et impliquant 15 000 individus de plus de 30 nationalités différentes montre que le taux de survie de l'équipage et du capitaine est supérieur à celui des passagers, que celui des hommes est le double des femmes et que celui des enfants n'atteint que 15 %. Cette étude affirme que les naufrages du Titanic et du Birkenhead sont les seuls où les femmes et les enfants sont proportionnellement plus nombreux que les hommes à s'en sortir,.